# Colibrí de Jardine
El colibrí de Jardine (Boissonneaua jardini) és una espècie d'ocell de la família dels troquílids (Trochilidae) que habita boscos clars a les terres baixes del vessant del Pacífic i Andes Occidentals, del sud-oest de Colòmbia i nord-oest de l'Equador.